# العلاقات السويدية الفيتنامية
العلاقات السويدية الفيتنامية هي العلاقات الثنائية التي تجمع بين السويد وفيتنام.

## مقارنة بين البلدين
هذه مقارنة عامة ومرجعية للدولتين:
| وجه المقارنة                                              | السويد                                                                               | فيتنام           |
| --------------------------------------------------------- | ------------------------------------------------------------------------------------ | ---------------- |
| المساحة (كم2)                                             | 450.30 ألف                                                                           | 331.69 ألف       |
| عدد السكان (نسمة)                                         | 10.16 مليون                                                                          | 94.66 مليون      |
| الكثافة السكانية (ن./كم²)                                 | 22.56                                                                                | 285.39           |
| العاصمة                                                   | ستوكهولم                                                                             | هانوي            |
| اللغة الرسمية                                             | اللغة السويدية، لغات السامي، اللغة الفنلندية، منكيلي، اللغة الرومنية، اللغة اليديشية | اللغة الفيتنامية |
| العملة                                                    | كرونة سويدية                                                                         | دونغ فيتنامي     |
| الناتج المحلي الإجمالي (بليون دولار)                      | 538.04 مليار                                                                         | 234.19 مليار     |
| الناتج المحلي الإجمالي (تعادل القوة الشرائية) بليون دولار | 469.01 مليار                                                                         | 553.42 مليار     |
| الناتج المحلي الإجمالي الاسمي للفرد دولار أمريكي          | 50.58 ألف                                                                            | 2.48 ألف         |
| الناتج المحلي الإجمالي للفرد دولار أمريكي                 | 45.30 ألف                                                                            | 5.63 ألف         |
| مؤشر التنمية البشرية                                      | 0.907                                                                                | 0.666            |
| رمز المكالمات الدولي                                      | +46                                                                                  | +84              |
| رمز الإنترنت                                              | .se                                                                                  | .vn              |
| المنطقة الزمنية                                           | توقيت وسط أوروبا، ت ع م+01:00، ت ع م+02:00، أوروبا/ستوكهولم ‏                         | ت ع م+07:00      |

## منظمات دولية مشتركة
يشترك البلدان في عضوية مجموعة من المنظمات الدولية، منها:
| علم المنظمة | اسم المنظمة                        | تاريخ انضمام السويد | تاريخ انضمام فيتنام |
| ----------- | ---------------------------------- | ------------------- | ------------------- |
|             | وكالة ضمان الاستثمار متعدد الأطراف | 12 أبريل 1988       | 5 أكتوبر 1994       |
|             | منظمة الشرطة الجنائية الدولية      | ?                   | ?                   |
|             | منظمة حظر الأسلحة الكيميائية       | ?                   | ?                   |
|             | منظمة التجارة العالمية             | 1995                | 11 يناير 2007       |
|             | الفريق المعني برصد الأرض           | ?                   | ?                   |
|             | الأمم المتحدة                      | 19 نوفمبر 1946      | 20 سبتمبر 1977      |
|             | مؤسسة التمويل الدولية              | 20 يوليو 1956       | 4 أغسطس 1967        |
|             | يونسكو                             | 23 يناير 1950       | 6 يوليو 1951        |
|             | مؤسسة التنمية الدولية              | 24 سبتمبر 1960      | 24 سبتمبر 1960      |
|             | بنك التنمية الآسيوي                | 1966                | 1966                |
|             | البنك الدولي للإنشاء والتعمير      | 31 أغسطس 1951       | 21 سبتمبر 1956      |
|             | المنظمة الهيدروغرافية الدولية      | ?                   | ?                   |
|             | الاتحاد البريدي العالمي            | ?                   | ?                   |
|             | الاتحاد الدولي للاتصالات           | 1866                | 24 سبتمبر 1951      |

## وصلات خارجية
- موقع وزارة الخارجية السويدية
- موقع وزارة الخارجية الفيتنامية